# Barevný index
Barevný index je v astronomii (CI) rozdíl hvězdných velikostí hvězdy ve vybraných spektrálních intervalech. Byl zaveden německým fyzikem Karlem Schwarzschildem. Původně byl zaveden jako rozdíl mezi fotografickou a vizuální hvězdnou velikostí.
Všeobecně je to rozdíl mezi hvězdnými velikostmi ve dvou různých spektrálních oblastech, mezi hvězdnou velikostí v oblasti kratších vln a hvězdnou velikostí v oblasti delších vln.
V systému UBV je definovaný barevný index (index U – B, index B – V) při hvězdě spektrálního typu A0 takto: B – V = U – B = 0; při teplejších hvězdách je záporný, při chladnějších kladný.